# Féminisme en Inde

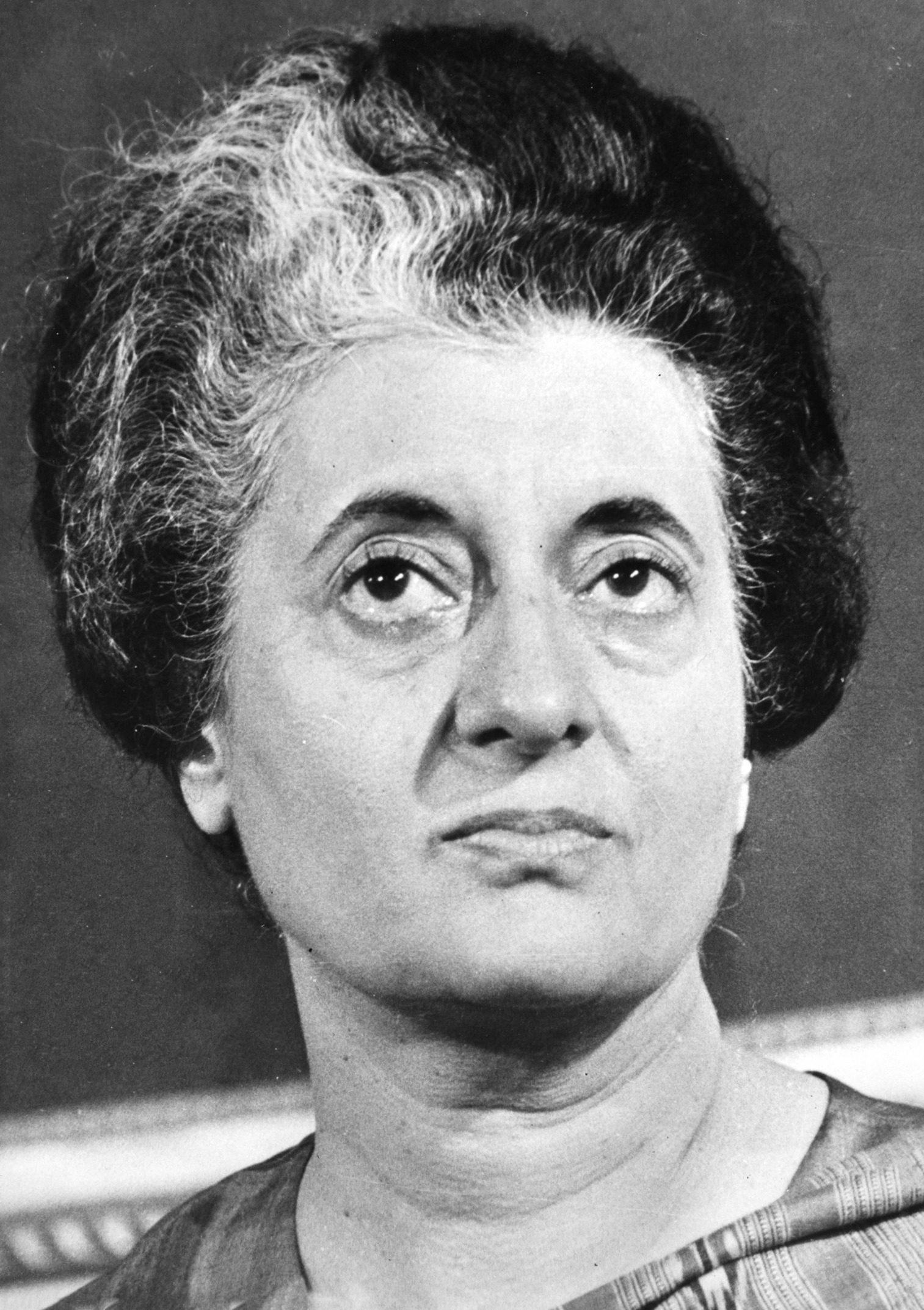
Indira Gandhi, Première ministre indienne de 1966 à 1977 puis de 1980 à sa mort en 1984.

Le féminisme en Inde est un ensemble de mouvements visant à définir, établir et défendre des droits politiques et économiques égaux à ceux des hommes pour les femmes en Inde (condition des femmes en Inde). Comme leurs homologues féministes du monde entier, les féministes en Inde recherchent l'égalité des sexes : le droit de travailler pour un salaire égal, le droit à un accès égal à la santé et à l'éducation et des droits politiques égaux. Les féministes indiennes ont également lutté contre des problèmes spécifiques à la culture au sein de la société patriarcale indienne, telles que les lois sur les successions.
L'histoire du féminisme en Inde peut être divisée en trois phases : la première débute au milieu du XIXe siècle lorsque les réformistes effectuent des améliorations dans l'éducation et les coutumes impliquant les femmes,;  la deuxième dure de 1915 à l'Indépendance lorsque Gandhi intègre les mouvements de femmes dans le mouvement Quit India et que des organisations de femmes indépendantes commencent à émerger ; et enfin, la troisième phase, après l'indépendance, s'est concentrée sur le traitement équitable des femmes dans leur foyer après mariage, sur le marché du travail et le droit à la parité politique.
Malgré les progrès réalisés par les mouvements féministes indiens, les femmes vivant dans l'Inde moderne sont toujours confrontées à de nombreux problèmes de discrimination. La culture patriarcale de l'Inde complique le processus d'obtention des droits de propriété foncière et d'accès à l'éducation. Au cours des deux dernières décennies, une tendance à l'avortement sélectif selon le sexe a également émergé.
Comme en Occident, les mouvements féministes sont critiqués pour leurs efforts trop concentrés sur les femmes déjà privilégiées et pour avoir négligé les besoins et la représentation des femmes pauvres ou de castes inférieures. Cela a conduit à la création d'organisations et de mouvements féministes propres à chaque caste.

## Le contexte indien
Le rôle des femmes dans les structures sociales pré-coloniales a conduit à une théorisation différente du féminisme en Inde.
Les problèmes des femmes gagnent une visibilité internationale lorsque la décennie de 1975-1985 est déclarée Décennie des Nations unies pour la femme : égalité, développement et paix. Lorsque l'État commande un rapport sur la condition des femmes à un groupe de chercheuses et activistes féministes, le rapport reconnaît que dans le pays les femmes sont opprimées dans un système de hiérarchies structurelles et d'injustices. Pendant cette période, les féministes indiennes sont influencées par les débats occidentaux menés sur la violence contre les femmes mais les différences historiques et sociales nécessitent de suivre une voie adaptée à la région. Elles appellent à l'éducation et à l'égalité des droits, mais elles adaptent leur appel aux problèmes et préoccupations locaux, tels que la violence contre les femmes liée à la dot, Sati ou l'avortement sexuel sélectif.
Les féministes indiennes tentent de contester la structure patriarcale de leur société de diverses manières. Par exemple, face aux abus et violences domestiques, Sampat Pal Devi crée un groupe connu sous le nom de «gang Gulabi» qui traque les agresseurs et les bat avec des bâtons en bambou jusqu'à ce qu'ils se repentent et que les victimes soient considérées suffisamment vengées. Dans le domaine de la religion, les féministes indiennes attirent l'attention sur l'image puissante des déesses féminines dans l'hindouisme et soulignent l'histoire et les périodes matriarcale de la société indienne.
Les femmes indiennes doivent survivre dans un éventail de structures familiales patriarcales oppressives : âge, statut, relation avec les hommes par le biais de la famille d'origine, mariage, procréation et attributs patriarcaux (comme la dot, la parenté, la caste, la communauté, le village, le marché et l'État). Il convient toutefois de noter que plusieurs communautés en Inde, telles que les Nairs du Kerala, les Shettys de Mangalore, certains clans marathis et les familles bengali, présentent des tendances matriarcales. Dans ces communautés, le chef de famille est la femme la plus âgée, plutôt que l'homme le plus âgé. La culture sikh est également considérée comme relativement non sexiste,.

## Histoire
Contrairement au mouvement féministe occidental, le mouvement indien est initié par des hommes, puis rejoint par des femmes. Mais le féminisme en tant qu'initiative des femmes commence indépendamment un peu plus tard dans le Maharashtra par des pionnières des droits des femmes et de l'éducation : Savitribai Phule, qui a ouvert la première école pour filles en Inde (1848); Tarabai Shinde, qui a écrit le premier texte féministe indien, Stri Purush Tulana (une comparaison entre les femmes et les hommes) en 1882; et Pandita Ramabai, qui a critiqué le patriarcat et le système des castes dans l'hindouisme, s'est mariée en dehors de sa caste et s'est convertie au christianisme (1880). Les efforts des réformateurs bengalis comprennent l'abolition du sati, l'immolation d'une veuve sur le bûcher funéraire de son mari, l'immolation des mariées par le feu, la coutume du mariage des enfants, l'abolition de la défiguration des veuves, l'introduction du mariage des veuves hindoues de la caste supérieure, la promotion de l'éducation des femmes, l'obtention des droits légaux pour les femmes à posséder des biens et reconnaisse le statut des femmes en leur accordant des droits fondamentaux dans des domaines tels que l'adoption.

### 1850–1915
L'aventure coloniale dans la modernité apporte des concepts de démocratie, d'égalité et de droits individuels. L'émergence du concept de nationalisme et l'introspection des pratiques discriminatoires entraîne des mouvements de réforme sociaux liés aux relations de caste et de genre. Cette première phase du féminisme en Inde est initiée par les hommes pour déraciner les maux sociaux du sati, pour permettre le remariage des veuves, pour interdire le mariage des enfants et pour réduire l'analphabétisme, ainsi que pour réglementer l'âge du consentement. et garantir les droits de propriété. Certaines femmes hindoues de caste supérieure rejettent les contraintes auxquelles elles sont confrontées dans les traditions brahmaniques. Cependant, les efforts pour améliorer la condition des femmes dans la société indienne sont contrecarrés par la fin du XIXe siècle, avec l'émergence de mouvements nationalistes en Inde. Ces mouvements ont résisté aux «interventions coloniales dans les relations entre les sexes» en particulier dans les domaines des relations familiales. Du milieu à la fin du XIXe siècle, il y a une forme nationale de résistance à tout effort colonial visant à «moderniser» la famille hindoue. Cela comprenait la controverse sur l'âge du consentement qui a éclaté après que le gouvernement ait tenté de relever l'âge du mariage pour les femmes.
Plusieurs États indiens sont gouvernés par des femmes au cours de l'avance coloniale britannique, notamment Jhansi (Rani Laxmibai), Kittur (Rani Chennama), Bhopal (Quidisa Begum) et Punjab (Jind Kaur).

### 1915–1947
Au cours de cette période, la lutte contre le régime colonial s'intensifie. Le nationalisme devient la cause prééminente. Revendiquer la supériorité indienne devient l'outil du revivalisme culturel résultant en un modèle essentiel de la féminité indienne semblable à celui de la féminité victorienne : spécial mais séparé de l'espace public. Gandhi légitime et étend les activités publiques des femmes indiennes en les initiant au mouvement de désobéissance civile non violente contre le Raj britannique. Il exalte leurs rôles féminins de bienveillance, d'abnégation, de sacrifice et de tolérance. Les paysannes jouent un rôle important dans les satyagrahas ruraux de Borsad et Bardoli. Des organisations exclusivement féminines comme All India Women's Conference (AIWC) et la Fédération nationale des femmes indiennes (NFIW) voient le jour. Les femmes sont aux prises avec des problèmes liés à l'étendue de la participation politique des femmes, au droit de vote des femmes et aux rôles de direction dans les partis politiques.
Dans les années 1920, on observe la création d'associations féminines locales qui mettent l'accent sur l'éducation des femmes, le développement de moyens de subsistance pour les femmes de la classe ouvrière et créent des associations de femmes au niveau national telles que la Conférence All India Women. L'AIWC est étroitement affiliée au Congrès national indien. Sous la direction du Mahatma Gandhi, il travaille au sein des mouvements de liberté nationalistes et anticolonialistes.  Les femmes ont donc joué un rôle très important dans divers efforts nationalistes et anti-coloniaux, y compris les mouvements de désobéissance civile dans les années 1930.
Après l'indépendance, l'All India Women's Conference perdure et, en 1954, le Parti communiste indien formé sa propre aile féminine connue sous le nom de Fédération nationale des femmes indiennes. Cependant, les programmes et mouvements féministes sont moins actifs juste après l'indépendance en 1947, les programmes nationalistes sur l'édification de la nation ayant prévalu sur les questions féministes.
La participation des femmes à la lutte pour la liberté a développé la conscience critique de leur rôle et de leurs droits dans l'Inde indépendante, ce qui a abouti à l'introduction du droit de vote et des droits civiques des femmes dans la constitution. L'éducation des femmes est prévue par le biais de la discrimination positive, des soins maternels et infantile (crèches), un salaire égal pour un travail égal, etc. L'État adopte un rôle de patronage envers les femmes. Par exemple, la constitution de l'Inde stipule que les femmes constituent une "section plus faible" de la population et ont donc besoin d'aide pour fonctionner sur un pied d'égalité. Ainsi, les femmes en Inde n'ont pas eu à lutter pour les droits fondamentaux comme les femmes en Occident. L'utopie a rapidement pris fin lorsque les idéologies et les structures sociales et culturelles n'ont pas honoré les concepts nouvellement acquis des droits fondamentaux et de la démocratie.

### Après 1947
Avant l'indépendance, la plupart des féministes acceptaient la fracture sexuelle au sein de la population active. Cependant, les féministes des années 1970 ont contesté les inégalités qui s'étaient établies et se sont battues pour les inverser. Ces inégalités comprennent l'inégalité des salaires, la relégation à des postes non qualifiés et l'utilisation des femmes comme armée de réserve pour le marché du travail. En d'autres termes, le but des féministes est d'abolir le service gratuit des femmes utilisées comme capital bon marché. La conscience de classe féministe apparaît également dans les années 1970, les féministes reconnaissent les inégalités non seulement entre les hommes et les femmes, mais également au sein des structures de pouvoir telles que la caste, la tribu, la langue, la religion, la région, la classe, etc. Elles doivent donc créer leurs campagnes de sensibilisation en mettant l'accent sur des efforts visant à garantir que la satisfaction des demandes d'un groupe ne créerait pas de nouvelles inégalités pour un autre. Aujourd'hui, au début du XXIe siècle, le mouvement féministe indien, au-delà du traitement des femmes en tant que membres utiles de la société et droit à la parité, se concentre sur le droit à décider du cours de leur vie personnelle et du droit de l'autodétermination.
En 1966, Indira Gandhi devient la première femme Premier ministre de l'Inde, elle servira pendant trois mandats consécutifs (de 1966 à 1977) et un quatrième mandat de 1980 jusqu'à ce qu'elle soit assassinée en 1984.
En 1973, un nouvel article du Code de procédure pénale permet de faire passer un examen médical à l'accusé (article 53A) et à la victime (article 164A) pour rechercher des preuves,.
La loi de 2005 sur la protection des femmes contre la violence domestique est promulguée par le gouvernement indien le 26 octobre 2006. La loi prévoit pour la première fois dans la législation indienne une définition de la "violence domestique", cette définition étant large et incluant non seulement la violence physique, mais aussi d'autres formes de violence tels que les abus émotionnels, verbaux, sexuels et économiques.
Les lois révisées de la loi indienne de décembre 2013, à l'article 376A, font du harcèlement sexuel des femmes sur le lieu de travail une infraction passible d'une peine pouvant aller jusqu'à trois ans d'emprisonnement. L'amendement considère comme des infractions les actes comme le déshabillage d'une femme sans consentement, le harcèlement et les actes sexuels commis par une personne en situation d'autorité. Les attaques à l'acide deviennent une infraction spécifique avec une peine d'emprisonnement entre 10 ans et la perpétuité. La définition du viol est élargie et la peine encourue passe à 7 ans de réclusion au minimum, perpétuité ou même la peine de mort si la victime décède ou en cas de viol collectif, les hôpitaux publics ont l'obligation de soigner les victimes gratuitement.
En mai 2013, la Cour Suprême de l'Inde considère que le "test des deux-doigts" sur une victime de viol va à l'encontre de son droit à la vie privée et demande au gouvernement de Delhi d'utiliser de meilleures procédures médicales pour confirmer une agression sexuelle.
En 2014, un tribunal des affaires familiales de Bombay accorde le divorce pour cruauté à une femme que son mari obligeait à porter le sari au lieu d'une kurta. En 2016, la Haute Cour de Delhi considère dans l'un de ses jugements qu'une femme peut être la "Karta" (cheffe) de famille.
Le 28 septembre 2018, la Cour Suprême de l'Inde annule la décision de la Haute Cour du Kerala d'interdire l'accès au sanctuaire du Sabarimala aux femmes entre 10 et 50 ans sous prétexte qu'elles ont leurs menstruations. Elle affirme que la discrimination contre les femmes, même sur base religieuse, est inconstitutionnelle. La même année, elle supprime une loi qui considère comme un criminel un homme ayant des relations sexuelles avec une femme sans l'autorisation de son mari.

## Problématiques
Malgré les modifications de la loi, des problèmes majeurs demeurent.
Il existe de nombreuses traditions et coutumes qui font partie intégrante de la culture indienne depuis des centaines d'années. Les lois et attentes religieuses, ou «lois personnelles» énumérées par chaque religion spécifique, sont souvent en conflit avec la Constitution indienne, annulant les droits et les pouvoirs que les femmes devraient légalement avoir. La société indienne est largement composée de systèmes hiérarchiques au sein des familles et des communautés. Ces hiérarchies peuvent être décomposées en âge, sexe, position ordinale, relations de parenté et caste, lignée, richesse, occupations et relation avec le pouvoir dirigeant (au sein de la communauté). Dès la naissance, les filles ont automatiquement droit à moins que leurs frères; de la récréation à la nourriture en passant par l'éducation. Les filles ont également moins accès aux revenus et aux actifs de leur famille, notamment dans les familles rurales pauvres. Dès le départ, il est convenu que les femmes seront accablées par un travail pénible et des responsabilités épuisantes pour le reste de leur vie, contre peu ou pas de compensation ou de reconnaissance.
L'Inde est une société patriarcale ce qui pré-suppose que les hommes en tant que frères ou maris sont les responsables et les chefs de famille. Un système patrilinéaire gouverne la société où descendances et héritages sont transmis à travers les mâles et où ce sont les hommes qui sont chargés de distribuer les ressources familiales.
Les femmes indiennes n'utilisent pas pleinement leurs droits constitutionnels parce qu’elles ne les connaissent pas ou ne sont pas correctement informées. Encouragées à ne pas se mêler de politique, elles ont tendance à ne pas utiliser leur droit de vote. Pour cette raison, les partis politiques n'investissent pas dans les candidatures féminines car il les perçoivent comme un «investissement gaspillé».

### Taux de natalité
Le rapport femmes-hommes en Inde est de 919 pour 1 000 en 2019, il y a numériquement moins de femmes dans le pays que d'hommes. Il manquerait environ 63 millions de femmes dans la société indienne, notamment à cause de l'homicide des bébés filles avant ou à la naissance et les mauvais soins prodigués aux nourrissons filles et aux femmes. Dans les zones rurales, les familles doivent verser une dot pour que leur fille se marie et les femmes sont considérées sans valeur par leur mari si elle ne leur donnent pas un enfant mâle. Infanticide et dot sont illégaux mais ont toujours cours aujourd'hui.

### Mariage
La maternité et l'éducation des enfants sont la priorité des femmes indiennes. Ainsi, elles entrent sur le marché du travail plus tard (entre 40 et 44 ans) que les hommes (entre 25 et 29 ans). De ce fait, elles ont moins de temps pour acquérir des compétences et moins de possibilités d'amélioration de l'emploi.
Les filles ont un taux d'abandon scolaire de dix pour cent plus élevé que les garçons dans les écoles primaires et secondaires, et un niveau d'alphabétisation inférieur à celui des hommes. Le chômage étant élevé en Inde, il est facile pour les employeurs de manipuler la loi, en particulier en ce qui concerne les femmes, car cela fait partie de la culture indienne que les femmes ne discutent pas avec les hommes. Elles doivent également se contenter d'emplois qui respectent leurs obligations d'épouses, de mères et de femmes au foyer.

### Impact de la religion
Les communautés hindoue et musulmanes en Inde ont été traitées différemment par le gouvernement et des concessions distinctes ont été accordés à chaque communauté afin de tenir compte de leurs lois et réglementations religieuses distinctes.

#### Communauté hindoue
Dans les communautés hindoues, les réformes en termes d'égalité de genres et les lois sur la famille rencontrent un succès mitigé. Pourtant, dans l'hindouisme, les Dieux ne sont pas exclusivement mâles, et l'image de la féminité est plutôt positive. Les femmes sont considérées comme le complément de leur homologue masculin et les dieux de la connaissance (Saraswati) et de la richesse (Lakshmi) sont de genre féminin.
Mais les femmes de la caste des intouchables reprochent aux féministes de représenter les femmes hindoues des castes supérieures et d'ignorer les castes inférieures. Les membres des Other Backward Classes (OBC) représentés dans les différents partis politiques font remarquer que les intérêts des femmes des "castes inférieures" sont mieux représentés par les femmes de ces castes. À cette fin, les femmes des castes dalits ont formé des organisations telles que le All India Dalit Women's Forum, la Fédération nationale des femmes dalits et Solidarité dalits, qui se concentrent sur les implications sexospécifiques de la violence et de l'oppression fondées sur la caste, telles que les façons dont les femmes dalits souffrent de la pauvreté urbaine.

#### Communauté musulmane
En 2011, 14,2% de la population en Inde est musulmane. Les femmes musulmanes en Inde sont utilisées à la fois comme instrument et symbole de l'islam en Asie du Sud. Le droit personnel musulman régit de nombreux aspects des droits d'une femme musulmane mariée. L’idée d’avoir une «citoyenneté différentielle» résulte des différences entre les lois constitutionnelles et personnelles en Inde. Des formations féministes dédiées aux intérêts des femmes musulmanes ont été créées comme l'Awaaz-e-Niswaan (La voix des femmes) en 1987 à Bombay. En Inde, comme les femmes hindoues, les femmes musulmanes demande la réparation légale pour la polygamie, le mariage des enfants, le purdah et le déni des droits de propriété. Mais pour ne pas se mettre à dos la communauté musulmane, certains politiciens font des « concessions » comme Rajiv Gandhi dans l'affaire Shah Bano.
Les lois constitutionnelles de l'Inde ont pris plus d'initiatives pour améliorer l'égalité des sexes que le droit personnel musulman. L'arène politique des musulmans en Inde est majoritairement dominée par les hommes et la société musulmane en Inde est fortement patriarcale. Les Oulémas font l’objet de critiques massives pour avoir soutenu une «interprétation patriarcale» et utilisé le Coran pour faire avancer leurs propres programmes. Les mollahs qui dominent l'arène politique des musulmans en Inde n'ont pas accordé la priorité à la réforme des lois personnelles musulmanes. En outre, les femmes musulmanes en Inde sont confrontées à des problèmes plus importants en ce qui concerne «l'analphabétisme, le conservatisme social ... la dépendance économique à l'égard des hommes, la violence domestique et sociale, un grand écart entre l'égalité constitutionnelle formelle et l'inégalité réelle, l'infériorité et la subordination».
De nombreuses réformistes musulmanes pointent du doigt les domaines du Coran et de la Sunna qui traitent des droits des femmes. Ces réformistes demandent qu'une interprétation du Coran soit «favorable aux femmes» et ouverte d'esprit. L’AIMPBL (All-India Muslim Women's Personal Law Board) considère que la loi personnelle musulmane «ne reflète pas vraiment l’intention du Coran».

## Evolution
Le féminisme n'a pris de sens dans la vie indienne que lors de l'accès du pays à l'indépendance en 1947 et l'adoption d'un gouvernement démocratique. La Constitution indienne accorde alors l'égalité, l'absence de discrimination fondée sur le sexe ou la religion et garanti les libertés religieuses. En outre, sept plans quinquennaux ont été élaborés pour assurer la santé, l'éducation, l'emploi et le bien-être des femmes. Le sixième plan quinquennal a même déclaré les femmes «partenaires du développement».

### Emploi
En général, dans les parties rurales et sans instruction de la société indienne, qui constituent un pourcentage important de la population totale, les femmes sont considérées comme des charges économiques. Leurs contributions à la productivité sont pour la plupart invisibles car leurs contributions familiales et domestiques sont négligées. Les femmes indiennes représentent près de 36 pour cent de l'emploi total dans l'agriculture et les activités connexes, près de 19 pour cent dans le secteur des services et près de 12,5 dans le secteur industriel en 2000. Les taux élevés d'analphabétisme chez les femmes les confinent à des emplois moins rémunérés et non qualifiés avec moins de sécurité d'emploi que les hommes. Bien que le gouvernement ait tenté d'éliminer les inégalités sur le marché du travail, les femmes reçoivent toujours un traitement inégal. "Les hommes ont plus de chances d'obtenir des promotions que les femmes - en outre, pour les hommes, la nature de leur travail changent avec leurs promotion, contrairement aux femmes, qui n'ont généralement obtenu que des responsabilités accrues et une charge de travail plus élevée".

### Globalisation
Les féministes se sentent concernées par l'impact de la globalisation sur les femmes en Inde. Les multinationales sont accusées d'exploiter le travail de jeunes femmes, sous-payées et désavantagées dans des zones franches ou des ateliers misérables et d'utiliser les jeunes femmes éduquées de la classe moyenne dans des centres d'appel. Elles colporteraient une image de l'idéal féminin qui pousse à la marchandisation du corps de la femme. Si selon certaines féministes, ceci leur offre une autonomie sexuelle et le contrôle sur leur corps, d'autres considèrent qu'elle ne sert qu'à nourrir les fantasmes masculins.

### Éducation
Les filles n'atteignent pas des niveaux d'éducation suffisants car elles sont obligées d'aider leur mère à la maison, sont amenées à croire qu'une vie de travail domestique est leur métier, ont des mères analphabètes qui ne peuvent pas les éduquer, ont une dépendance économique vis-à-vis des hommes et sont parfois soumise au mariage des enfants. Au Rajasthan par exemple, 40 % des filles arrêtent l’école avant la cinquième année et 68 % se marient avant l’âge légal. En Inde, il est communément admis qu'une femme doit se marier tôt pour produire une descendance rapidement et pour ne plus être une charge pour ses parents.
En 1986, le gouvernement a lancé la politique nationale d'éducation (NPE) et a lancé le programme "Mahila Samakhya", axé sur l'autonomisation des femmes. L'objectif du programme est de créer un environnement d'apprentissage permettant aux femmes de réaliser leur potentiel, d'apprendre à exiger des informations et de trouver les connaissances nécessaires pour prendre en charge leur propre vie. Dans certaines régions de l'Inde, des progrès sont en cours et on enregistre une augmentation des inscriptions des filles dans les écoles. En 2011, le taux d'alphabétisation des femmes atteint 65.46% contre 82.14% pour les hommes.

## Féministes indiennes
- Savitribai Phule (1831–1897) – une des premières féministes indiennes. Elle crée la première école pour fille du sous-continent.
- Tarabai Shinde (1850–1910) – activiste qui écrivit ce qui est considéré le premier texte féministe indien :  Stri Purush Tulana.
- Pandita Ramabai (1858–1922) – réformiste sociale, défend l'émancipation des femmes dans l'Inde britannique.
- Kamini Roy (1864–1933) – poète, suffragette et première femme diplômée avec mention en Inde.
- Sarala Devi Chaudhurani (1872–1945) – féministe et fondatrice de Bharat Stree Mahamandal, une des premières organisations féministes en Inde.
- Saroj Nalini Dutt (1887–1925) – une des premières réformatrice sociale, pionnière de la formation d'instituts éducatifs pour femmes au Bengale.
- Durgabai Deshmukh (1909–1981) – militante publique pour l'émancipation des femmes, fondatrice d'Andhra Mahila Sabha.
- Barnita Bagchi – sociologue spécialisée dans l'éducation des femmes.
- Jasodhara Bagchi (1937–2015) – fondatrice de la School of Women's Studies de l'université de Jadavpur.
- Rita Banerji – auteure féministe et fondatrice de The 50 Million Missing Campaign, lobby en ligne qui œuvre pour sensibiliser le public au féminicide en Inde.
- Prem Chowdhry – féministe et chercheuse.
- Mira Datta Gupta – militante des questions féminines et membre fondatrice de l'All India Women's Conference.
- Meghna Pant – écrivain féministe.
- Padma Gole – poète dont l’œuvre décrit la vie domestique des femmes indienne de la classe moyenne.
- Devaki Jain – fondatrice de l'Institute of Social Studies Trust et chercheur dans le domaine de l'économie féministe.
- Brinda Karat – première femme membre du Politburo du Parti communiste indien et vice-présidente de la All India Democratic Women's Association (AIDWA).
- Madhu Kishwar – présidente fondatrice de Manushi Sangathan, un forum pour promouvoir les droits humains notamment pour les femmes.
- Vina Mazumdar – secrétaire du premier Comité sur le statut de la femme en Inde et fondatrice du Centre d'étude pour le développement des femmes.
- Uma Narayan – chercheuse féministe au Vassar College.
- Asra Nomani –Journaliste indo-américaine, auteur de Standing Alone in Mecca: An American Woman's Struggle for the Soul of Islam
- Medha Patkar – travailleuse sociale féministe et politicienne.
- Manasi Pradhan – fondatrice de Honour for Women National Campaign, un mouvement national contre la violence subie par les femmes en Inde.
- Amrita Pritam – première femme lauréate du prix Sahitya-Akademi de littérature.
- Gita Sahgal – écrivain et journaliste féministe et activiste pour les droits des femmes.
- Manikuntala Sen – Politicienne du Parti communiste indien.
- Vandana Shiva – environnementaliste et leader du mouvement écoféministe.
- Sophia Duleep Singh – suffragette et féministe.
- Nivedita Menon – féministe et universitaire. Auteur de Seeing like a Feminist.
- Ruth Vanita – féministe, activiste et écrivain spécialiste des études lesbiennes et gay.
- Ramarao Indira – universitaire, experte de la pensée féministe moderne.
- Theilin Phanbuh – présidente de la Commission d'État du Meghalaya pour les femmes et lauréate du prix Padma Shri.
- Angellica Aribam - activiste politique et féministe de la quatrième vague.
- Elsa D'SIlva – féministe, fondatrice de Safecity.
- Kirthi Jayakumar – écrivain, fondatrice de la Fondation The Red Elephant.
- Sharmila Rege – sociologue, féministe Dalit.
- Neera Desai – fondatrice du premier centre de recherches sur les femmes à l'université pour les femmes de Bombay.
- Rajeswari Sunder Rajan – féministe et universitaire. Auteur de Real and Imagined Women: Gender, Culture, and Postcolonialism.
- Gita Sen – universitaire et activiste, spécialiste de la politique des populations.